# Beli Manastir
Beli Manastir je jedini baranjski grad i upravno središte Baranje, u Osječko-baranjskoj županiji. Izrastao je na jugozapadnim padinama Baranjske planine, gotovo na pola puta između Osijeka na jugu i mađarskoga grada Mohača na sjeveru. Zaštitnik grada je Sveti Martin. U sastavu Grada nalaze se četiri naselja: Beli Manastir, Branjin Vrh, Šećerana i Šumarina.

## Ime
Ime grada vuče korijen još iz srednjeg vijeka kada je 1227. ugarski palatin Moys de Daro na svojemu imanju u mjestu Pél sagradio samostan, u blizini današnjega prigradskoga naselja Branjinog Vrha.
Zbog toga je mjesto nazvano Pél Monostor (Pélov Samostan). Kada je južna Baranja 1920. pripala tadašnjoj Kraljevini Srba, Hrvata i Slovenaca, mjestu je pripremljena promjena naziva. Konačno, ime Beli Manastir proglašeno je tri godine kasnije, 1923.

## Zemljopis
Beli Manastir smješten je na jugozapadnim padinama Banske kose, u mikroregiji Banske kose Istočnohrvatske ravnice, 32 km sjeverno od grada Osijeka, 26 km južno od grada Mohača u Mađarskoj (15 km od graničnog prijelaza Duboševica), na nadmorskoj visini od 101 m. Razvio se na pleistocenskoj terasi rijeke Drave, na dodiru s Banskim brdom (Banskom kosom) i naplavnom ravni rijeke Karašice. Naselje Beli Manastir ima površinu od 36,88 km², a Grad 62,84 km². Godine 2001. naselje je imalo 8671 stanovnika (10 146 deset godine ranije), a Grad 10 986 stanovnika. Na popisu iz 1971. godine, velika prijeratna općina Beli Manastir, koja je obuhvaćala hrvatski dio Baranje imala je 56 322 stanovnika.[nedostaje izvor]
Razvitak Belog Manastira u gradsko središte povezan je s potrebom stvaranja novoga mikroregionalnoga središta nakon što su Mohač, Šikloš i Pečuh 1920. godine pripali Mađarskoj.

## Promet
Naselje Beli Manastir nalazi se na križanju državnih cesta D7 (granični prijelaz Duboševica prema Mađarskoj - Kneževo - Branjin Vrh - Beli Manastir - Kozarac - Čeminac - Švajcarnica - Darda -  Bilje - Osijek - Đakovo - granični prijelaz Slavonski Šamac prema BiH) i D517 (Beli Manastir /D7/ - Petlovac  - Baranjsko Petrovo Selo - Valpovo /D34/).
Beli Manastir je i željeznička postaja na pruzi Osijek - Beli Manastir - Madžarboja (Magyarbóly) - Pečuh (Pécs).

## Povijest
Naselje Beli Manastir razvilo se na rudini Sarkanj, između šuma Haljevo i Adica i na blagim padinama Banske kose. Mjesto se u izvornoj građi spominje početkom 13. stoljeća i mijenja imena: Pél (1212.), Bell (1333.), Monostor (1375.), Pélmonostor (1867.) i Beli Manastir (1922.). Sva imena-toponimi u vezi su s manastirima koji su postojali u tom mjestu. Beli Manastir je vjekovima bio nevažno selo, a naglo se razvio tek u dvadesetom stoljeću, nakon što je južna Baranja pripala novoosnovanoj Kraljevini Srba, Hrvata i Slovenaca (kasnijoj Jugoslaviji), postavši političko, privredno, prometno i kulturno središte tada jugoslavenske, a danas hrvatske Baranje.
Mjesto je imalo samostan koji je dao izgraditi  ugarski palatin Moys de Daro 1227. godine mjestu Pél zbog čega je mjesto dobilo naziv Pél Monostor (tj. Pélov Samostan). Kada je južna Baranja pripala 1920. godine Kraljevstvu (od 28. 6. 1921. Ustavnoga naziva Kraljevina Srba, Hrvata i Slovenaca) mjestu se spremala promjena naziva koja se dogodila 1923. godine. Od tada se mjesto naziva Beli Manastir.
Sveti Martin je zaštitnik grada Belog Manastira prema župnoj crkvi svetog Martina.
Na lokalitetu današnjeg Belog Manastira nekoć je stajalo rimsko utvrđenje MONS AUREUS, o čemu govori učeni Salagije. Poslije propasti Zapadnog Rimskog Carstva nastanili su Baranju, krajem VI. stoljeća Hrvati. Oni su pokršteni već u VIII. stoljeću i tako su ušli u područje zapadnoeuropske kulture. Krajem IX. stoljeća dolaze u Panonsku nizinu Mađari, te nakon pokrštavanja stvaraju svoju državu. Mađari su s Hrvatima na prostoru Baranje dosegli visok stupanj srednjovjekovne kulture, duhovnog života i gospodarstva. Te plemstvo s brojnim pučanstvom samo potvrđuju da je i Pélmonostor bio razvijenog materijalnog i duhovnog života u Baranji. 
Samostan svetog Mihovila pokraj utvrđenja Baranya, bio je onaj samostan koji se spominje pod nazivom Monostor. Popis papinske destine iz 1334., jasno spominje župu i župnika u Pélmonostoru, današnjem Belom Manastiru.
Baranja je oslobođena od turske vlasti 1687. godine kada je Beli Manastir oslobođen. Njemački narod je to područje počeo nastanjivati u 18. stoljeću.
Monostor je već tada brojao 406 stanovnika ili 80 oženjenih parova. Za vrijeme vizitacije župe Branjin Vrh (1782.), kojoj je tada pripada i Monostor, zabilježeno je da je filijalna crkva u Monostoru podignuta prije 8 godina iz čvrstog materijala te posvećena Svetom Martinu. 
Prigodom blagoslova crkve 1774., izdvojeno je zemljište za novo groblje, s obzirom na to da se staro nalazilo oko crkve , što je bilo nezgodno. Konačno je Monostor 1852. postao samostalnom župom , već je sljedeće godine sagrađen župni dom, što je bio znak velikog razvoja mjesta. Dobivanjem župe, škole, željezničke pruge, ceste i drugih pratećih objekata Monostor je prerastao ostala mjesta u Baranji i po broju stanovnika, i značenjem te postao središtem južnog dijela Baranje. 
U mjestu su živjeli Mađari, Nijemci, Hrvati i Srbi kao glavne narodne skupine. Veći dio sjeverne Baranje pripao je nakon 1918., i raspada Austro-Ugarske temeljem Trianonskog mirovnog ugovora 1920., Mađarskoj, a južni dio od 1147 kvadratnih kilometara, u samom trokutu rijeka Dunava i Drave, Kraljevini Srba, Hrvata i Slovenaca. Takav odnos i raspodjela učinjena je zbog etničkog sastava stanovnika, a osobito zbog zemljopisne, prometne i gospodarske povezanosti s Osijekom i Slavonijom i dakako, s Hrvatskom.
U travnju 1941. godine Mađarska zaposjeda Baranju. Nakon bitke na Dunavu kod Batine u studenom 1944. godine, postrojbe sovjetske Crvene Armije i jugoslavenskih partizana oslobađaju Baranju od njemačke i mađarske okupacije. Po okončanju Drugi svjetskog rata, u Baranji je obnovljena jugoslavensko-mađarska državna granica.
Beli Manastir postao je 1945. godine općinskim središtem u sastavu Hrvatske, kamo je i cijela Baranja etnički, kulturno, geopolitički i gospodarski pripadala. 
Tijekom Domovinskog rata Baranja je okupirana, a u lipnju 1990. godine jugovojska zauzima Batinski most, a početkom srpnja u vojarnu u Belom Manastiru ulazi Novosadski korpus sa 100-tinjak oklopa i velikim brojem rezervista i četnika. Kod belomanastirskog Remonta, 13. srpnja, ubijena su dvojica policajaca (Zoran Sinanović i Marijan Kuzman) nakon čega je grad okupiran. 
Grad Beli Manastir službeno postoji od lipnja 1993. godine, nakon konstituiranja progonstva u Osijeku. Zakonom o područjima županija, gradova i općina u Republici Hrvatskoj i preustroja Hrvatske na županije, nove općine i gradove, grad do Mirne reintegracije u ustavno pravni poredak RH i povratka prognanika 1998. godine, funkcionira u progonstvu u Osijeku.
Ključni događaj, koji je označio kraj snova o srpskom Belom Manastiru dolazak je državnog vrha na čelu s predsjednikom dr. Franjom Tuđmanom, 2. lipnja 1997. godine koji je tada poručio da se Baranja vraća Hrvatskoj.

## Uprava i politika
Gradonačelnik Belog Manastira je Tomislav Rob (HDZ), a zamjenici su mu Goran Hes (HDZ) i Svetlana Žarković iz reda pripadnika srpske nacionalne manjine.
Gradsku upravu Grada Beloga Manastira čine upravna tri upravna tijela: gradonačelnik, upravni odjeli (Upravni odjel za graditeljstvo i stambeno-komunalne poslove, Upravni odjel za gospodarstvo, proračun, financije i društvene djelatnosti, Služba gradonačelnika i Gradskog vijeća) i mjesna uprava.
U okviru Upravnog odjela za graditeljstvo i stambeno-komunalne poslove djeluju dva pododjela: Pododjel za upravne i imovinsko-pravne poslove i Pododjel za nominiranje i upravljanje projektima.
U okviru Upravnog odjela za gospodarstvo, proračun, financije i društvene djelatnosti djeluju dva pododjela: Pododjel za društvene djelatnosti i Pododjel za proračun i financije.
Mjesnu upravu čine četiri mjesna odbora: Mjesni odbor Beli Manastir, Mjesni odbor Branjin Vrh, Mjesni odbor Šećerana i Mjesni odbor Šumarina.

## Gospodarstvo
Poslovna zona Beli Manastir, punog naziva “Zona obrta, malog i srednjeg poduzetništva” sastoji se od 3 lokacije: 
ZONA SJEVER: nalazi se na putu prema Republici Mađarskoj (državna cesta D7), obuhvaća dvije odvojene lokacije, jednu na površini od 73.454 m² a drugu na 178.700 m².
ZONA JUG: nalazi se na putu prema gradu Osijeku (državna cesta D7), obuhvaća prostor od 201.345 m². Prosječna veličina parcela je oko 2.800 m², a u zoni ima 35 formiranih građevinskih parcela.
ZONA ZAPAD: nalazi se na putu prema gradovima Belišću i Valpovu (državna cesta D517), obuhvaća prostor od 182.422 m². Podijeljena je na 45 građevinskih parcela pojedinačne površine u rasponu od 1.500 m² do 5000. Ova je lokacija u potpunosti komunalno opremljena internetom, telefonskom mrežom, plinom, strujom, vodoopskrbom, odvodnjom otpadnih voda te cestom. 
Zona zapad nalazi se u neposrednoj blizini Obilaznice Grada Belog Manastira i čvora Beli Manastir na autocesti A5 na koridoru Vc koji spaja Budimpeštu i Ploče. 

## Stanovništvo
| broj stanovnika | 3372  | 3578  | 4339  | 4471  | 3339  | 4112  | 5966  | 6573  | 5198  | 5748  | 7511  | 9839  | 11837 | 13108 | 10986 | 10068 | 7973  |
|                 | 1857. | 1869. | 1880. | 1890. | 1900. | 1910. | 1921. | 1931. | 1948. | 1953. | 1961. | 1971. | 1981. | 1991. | 2001. | 2011. | 2021. |

| broj stanovnika | 1393  | 1532  | 1475  | 1584  | 1612  | 2306  | 2892  | 3093  | 3191  | 3520  | 4804  | 7206  | 9118  | 10146 | 8671  | 8049  | 6327  |
|                 | 1857. | 1869. | 1880. | 1890. | 1900. | 1910. | 1921. | 1931. | 1948. | 1953. | 1961. | 1971. | 1981. | 1991. | 2001. | 2011. | 2021. |

## Kultura
Nositelj svih važnijih kulturnih zbivanja u Belom Manastiru je Centar za kulturu Grada Belog Manastira (Ulica Kralja Tomislava 2). U prostorima Centra za kulturu održavaju se i razni koncerti i kazališne predstave.
Gradsko kazalište Beli Manastir (Ulica Kralja Tomislava 2) jedino je kazalište koje djeluje na području grada i Baranje. S radom je započelo 1. travnja 2006. godine, a službeno registrirano 8. siječnja 2007. godine. Inače, Gradsko kazalište Beli Manastir sljedbenik je duge i bogate baranjske kazališne tradicije od 1929. godine, a ove godine slavi 80 godina postojanja. Kazalište je "izbacilo" 8 predstava, a dobitnici su brojnih zahvalica, priznanja i nagrada. Posljednja nagrada koju je kazalište dobilo je Povelja Grada Belog Manastira za osobit doprinos u kulturi za 2009. godinu, koja je uručena 11. studenoga 2009. godine, a čeka ih još i Zlatna plaketa Hrvatskog Sabora kulture. Osnivač kazališta je Daniela Taslidžić Herman uz pomoć Zorana Hermana.
Gradska knjižnica Beli Manastir (Ulica Kralja Tomislava 2) jedina je narodna knjižnica na području Baranje, ima status i Središnje knjižnice Mađara u Republici Hrvatskoj. Temeljni zadatak Gradske knjižnice Beli Manastir je posredovanje informacija u skladu s obrazovnim, opće informacijskim, kulturnim i rekreacijskim potrebama korisnika.
Etnološki centar baranjske baštine (Ulica Kralja Tomislava 70) kao kulturno-turistički objekt djeluje od 2016. godine. Nositelj projekta je Grad Beli Manastir uz projektnog partnera Turističku zajednicu Baranje, ukupna vrijednost investicije iznosi 8,8 milijuna kuna, manjim dijelom financirano iz proračuna Grada Belog Manastira, a najvećim dijelom bespovratna sredstva iz Operativnog programa Regionalna konkurentnost od 2007. do 2013. godine. U Etnološkom centru predstavljena je materijalna i nematerijalna kulturna baština etničkih skupina na prostoru Baranje od kraja 19. do polovice 20. stoljeća i to kroz četiri tematske cjeline kojima se ističe bogatstvo tradicijske kulture u Baranji.
Ogranak Matice hrvatske u Belom Manastiru osnovana je 2003. godine, izdaje časopis Godišnjak u kojemu se objavljuju članci sadržajem ili autorom vezani za Baranju i većinom se razmatraju teme iu kulture, folklora, povijesti uz priloge poezije i proze baranjskih autora. Ogranak je dobio dvije Srebrne povelje Matice hrvatske.
Umjetnička škola Beli Manastir u današnjem obliku s današnjim nazivom djeluje od 2012. godine. Dok je nakon Domovinskog rata osnovana u listopadu 2008. godine. Provodi se3 osnovno glazbeno obrazovanje na različitim instrumentima: klavir, klarinet, harmonika, flauta, tambura, truba, solfeggio, francuski rog, gitara, violina i saksofon. Provodi se i osnovno plesno obrazovanje (Suvremeni ples). Predškolsko glazbeno i plesno obrazovanje je program planiran za djecu u dobi od 5 do 8 godina koja pokazuju interes za glazbu. Program se primjenjuje u glazbenim školama i u predškolskim ustanovama (vrtići, igraonice i si.)

## Šport
Zajednica športskih udruga Grada Belog Manastira krovna je organizacija u sustavu športa na području grada. U svom sastavu ima 2 športska saveza Nogometno središte Beli Manastir i Školski športski savez Baranje te 25 športskih udruga. Ukupan broj registriranih sportaša u športskim udrugama na području Grada Beli Manastir je oko 500.
Športovi aktivni na području Grada Belog Manastira su nogomet, rukomet, košarka, odbojka, gimnastika, karate, streljaštvo, stolni tenis, boks, šah, boćanje, športski ribolov, orijentacijsko trčanje, Aikido i kuglanje.
Udruge su: ŠNK ”Baranja-Belje” Beli Manastir, NK ”Croatia” Branjin Vrh, Škola nogometa “Beli Manastir”, Ženski rukometni klub “Baranja” Beli Manastir, Košarkaški klub “Beli Manastir”, Ženski odbojkaški klub “Baranja” Beli Manastir, Gimnastičko društvo “Beli Manastir”, Karate klub “Beli Manastir 98”, Streljačka udruga “Mars” Beli Manastir, Stolnoteniski klub “Beli Manastir”, Boksački klub “Beli Manastir”, Šahovski klub “Beli Manastir”, Boćarski klub “Vid” Beli Manastir, ŠRD “Smuđ” Beli Manastir i ŠRD”Šaran” Šećerana, Orijentacijski klub “Sova” Beli Manastir, Udruga prijatelja starih športova “Baranjski lege”, “Skok klub” športska rekreacija i ples Beli Manastir, Fitnes centar “Baranja gym” (privremena članica), “KiAikido” Beli Manastir (privremena članica), Kuglački klub Beli Manastir (privremena članica), Bowling klub Beli Manastir (privremena članica).

### Sportski objekti
Nastavno-športska dvorana Beli Manastir (Školska 3), središnje je mjesto održavanja športske djelatnosti u kojoj djeluje većina športskih udruga. Središte je i Zajednice športskih udruga Grada Belog Manastira.
Gradsko-športski park sadrži Gradski stadion i Gradske bazene Beli Manastir. Gradski bazeni izgrađeni su i otvoreni 2020. godine. Gradski stadion je 2022. godine u izgradnji. 

## Turizam i manifestacije
Krovna institucija za turizam na području Grada Belog Manastira je Turistička zajednica Baranje osnovana 1998. godine. Na području Grada radi 20-ak ugostiteljskih objekata, nekoliko slastičarni i bistroa te jedan hotel (Hotel Patria****).
Beli Manastir je poznat po manifestacijama Jesen u Baranji, Advent u Baranji, Uskrsni korzo i Najveća hrvatska fišijada. 
Advent u Baranji turistička je manifestacija koja se u prosincu svake godine održava kroz 4 adventske nedjelje od Petlovca, Darde, Kneževih Vinograda do velike završnice u Belom Manastiru. U zadnjem adventskom tjednu stanovnici Belog Manastira mogu u središtu grada uživati uz brojne kulturno-zabavne, gastronomske sadržaje, dječji program, delicije lokalnih OPG-ova, božićni sajam, romantične vožnje kočijama kao i uz održavanje raznih humanitarnih akcija.
Grad Beli Manastir u suradnji s Turističkom zajednicom Baranje svake godine tradicionalno organizira Najveću hrvatsku fišijadu - Prvenstvo Baranje u kuhanju fiš paprikaša i nacionalno Prvenstvo Hrvatske u kuhanju fiša. Rekordne 2019. godine kuhalo se više od 250 kotlića. Dio je manifestacije Jesen u Baranji i održava se svake godine u rujnu. Cilj manifestacije je kulinarsko natjecanje i promicanje tradicije, kulture te kvalitetno provedenog vremena i druženja. Uz glavni događaj, natjecatelje i posjetitelje održavaju se i prigodni sajamski programi.

## Obrazovanje

### Predškolska ustanova
- Dječji vrtić „Cvrčak”
- Područni vrtić – Branjin Vrh
- Područni vrtić – Šećerana

### Osnovne škole
- Osnovna škola „Dr. Franjo Tuđman”
- Osnovna škola Šećerana
- Umjetnička škola Beli Manastir

### Srednje škole
- Gimnazija Beli Manastir
- Prva srednja škola Beli Manastir
- Druga srednja škola Beli Manastir

## Udruge građana
- Baranjska udruga hrvatskih branitelja oboljelih od PTSP-a, osnovana 2001.
- Baranjska udruga mladih
- Demokratska zajednica Mađara Hrvatske
- Društvo "Naša djeca" grada Belog Manastira
- Gradsko kazalište Beli Manastir
- Hrvatsko kulturno umjetničko društvo Beli Manastir
- HVIDR-a Baranje
- Klub žena liječenih na dojci "MAMMA" Beli Manastir
- Kolo srpskih sestara "Sveta Jelena Dečanska"
- Konjogojska udruga Baranja
- Lovačko društvo "Srndać"
- Mađarska katolička žena
- Matica umirovljenika Grada Beli Manastir
- Mirovna grupa Oaza
- MKU Pelmonostor
- Moto klub Beli Manastir
- Ogranak Matice hrvatske u Belom Manastiru
- Prijatelji svetog Martina
- Projekt građanske demokratske inicijative
- Srpsko kulturno umetničko društvo "Jovan Lazić" Beli Manastir
- Srpsko udruženje žena "Dukat"
- Udruga antifašističkih boraca i antifašista
- Udruga Baranja i turizam
- Udruga baranjskih Roma
- Udruga dragovoljaca Hrvatskih obrambenih snaga "Baranja"
- Udruga osoba sa alergijama i problemima disanja "Alerga"
- Udruga roditelja i djece "Pčelice"
- Udruga Romski nacionalni forum
- Udruga slijepih Osječko-baranjske županije
- Udruga umirovljenika Grada Belog Manastira
- Udruga uzgajatelja malih životinja Branjin Vrh
- Udruga za razvoj civilnog društva "Baranjamedia"
- Zavod za baranjsku povjesnicu

- Zajednica tehničke kulture Grada Belog Manastira
- Turistička zajednica Baranje
- Vatrogasna zajednica Baranje
- Gradsko društvo Crvenog križa Beli Manastir
- Zajednica športskih udruga

## Mediji
- Baranja info
- Radio Baranja[7]
- Radio Banska kosa[8]

## Znamenitosti
- Katolička crkva sv. Martina
- Pravoslavna crkva Sv. Arhangela Mihaila
- Crkva Uzvišenja Svetog Križa Branjin Vrh
- Kapelica Svetog Ivana Nepomuka
- spomenik borcima Crvene armije
- vidikovac
- groblje iz 17. stoljeća
- uskotračni vlak ''Ćiro''
- Šećeransko jezer Lajmir

## Vanjske poveznice
- Gradsko kazalište Beli Manastir
- Gradska knjižnica Beli Manastir, Središnja knjižnica Mađara u RH

|  | Portal Hrvatske: pristup člancima s tematikom o Hrvatskoj |